# 布勞利鎮區 (阿肯色州斯科特縣)
布勞利鎮區（英語：Brawley Township）是位於美國阿肯色州斯科特縣的一個行政鎮區。

## 地方資料
布勞利鎮區的面積為80.12平方千米，當中陸地面積為77.56平方千米，而水域面積為0.56平方千米。根據2010年美國人口普查的數據，當地共有人口106人，而人口密度為每平方千米1.32人。